# Magnus Knutsson (Aspenäsätten)
Magnus Knutsson, riddare, riksråd, lagman i Östergötland. 

## Biografi
Magnus Knutsson var son till drotsen Knut Jonsson (Aspenäsätten) och Katarina Bengtsdotter (Folkungaätten). Knutsson uppträdde första gången 17 maj 1335, och blev riddare någon gång mellan 1336 och 1340, troligen vid Magnus Erikssons kröning 21 juli 1336. 
År 1340 blir han vicelagman i Östergötlands lagsaga. I ett brev från 1351 nämns han som riksråd. Han var lagman i Östergötland 1363, något som kan ha fråntagits honom i och med Albrekt av Mecklenburgs tronbestigning, eftersom Nils Jonsson (Rickebyätten) 22 augusti 1364  kallade sig östgötalagman. 
Den 6 februari 1366 är han ånyo lagman i Östergötland, då han enligt kända uppgifter uppträder för sista gången i annalerna. Han dog troligen före 6 juli 1366 då Bo Jonsson (Grip) var lagman i Östergötland. Det är troligt att han var död redan 1366 men det är helt säkert att han var död 1369.

### Egendom
Magnus Knutsson ägde jord i Bankekinds härad och Trögds härad i Uppland och Dals härad i Östergötland.

### Familj
Magnus Knutsson var 24 november 1350 gift med Helga Bengtsdotter (vingad pil), dotter till Bengt Elofsson (vingad pil). De fick tillsammans barnen Katarina Magnusdotter som var gift med riksrådet Finvid Finvidsson, Ingeborg Magnusdotter som var gift med Magnus Karlsson (Örnfot) och Birgitta Magnusdotter (död 1389) som var gift med Nils Sverkersson (Stubbe) och riddaren Mats Gustavsson (sparre), som mördade en biskop.